# Маршал Російської Федерації

Погон Маршала Російської Федерації на парадній формі одягу (1994–2010)

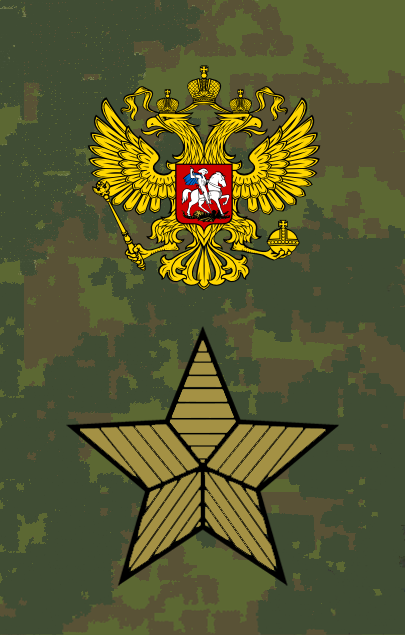
Погон Маршала РФ на польовій формі одягу

Ма́ршал Росі́йської Федера́ції — найвище військове звання Збройних сил Російської Федерації. Військове звання встановлено Законом Російської Федерації «Про військовий обов'язок і військову службу» від 11 лютого 1993 року і є вищим за звання генерал армії.
11 листопада 1997 року звання Маршала Російської Федерації присвоєне Міністрові оборони Російської Федерації І. Д. Сергєєву (1938–2006); після його смерті цього звання ніхто не має.
Знаки розрізнення Маршала Російської Федерації подібні до знаків розрізнення Маршалів Радянського Союзу і є погони — одна велика зірка (за положенням — зірка, вписана в коло діаметром 40 мм) і герб Росії без геральдичного щита; а також дубові вінки в петлицях — на відміну від генеральських лаврових. Водночас була скасована особлива відзнака маршалів, що носилася при парадній формі — Маршальська Зірка «великого» типу.